# Raffreddamento radiativo

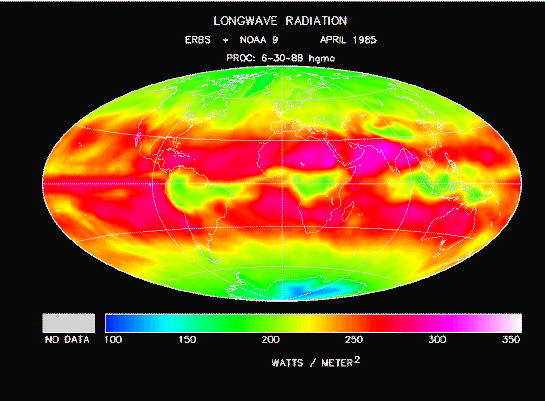
Intensità della radiazione termica a onde lunghe della Terra, proveniente dalle nuvole, dall'atmosfera e dalla superficie

Nello studio del trasferimento di calore, il raffreddamento radiativo è il processo mediante il quale un corpo cede calore per radiazione termica. Come descrive la legge di Planck, ogni corpo fisico emette spontaneamente e continuamente radiazioni elettromagnetiche.
Il raffreddamento radiativo è stato applicato in vari contesti nel corso della storia umana, tra cui la produzione di ghiaccio in India e Iran, gli scudi termici per veicoli spaziali, l'architettura e l'edilizia.

## Raffreddamento radiativo terrestre

### Meccanismo
La radiazione infrarossa può passare attraverso l'aria secca e limpida in un intervallo di lunghezza d'onda compreso fra 8 e 13 µm. I materiali che possono assorbire energia e irradiarla a tali lunghezze d'onda mostrano un forte effetto di raffreddamento. Materiali che possono riflettere anche il 95% o più della luce solare nell'intervallo fra 200 nanometri a 2,5 µm possono produrre un raffreddamento anche in presenza di luce solare diretta.

### Raffreddamento superficiale notturno
Il raffreddamento radiativo è comunemente sperimentato nelle notti senza nuvole, quando il calore viene irradiato nello spazio dalla superficie terrestre.

## Applicazioni
L'ENEA ha ideato un metamateriale isolato dall'aria che, senza consumare elettricità né dissipare calore nell'ambiente circostante né riscaldarsi, è capace di mantenere una differenza di temperatura fino a 12°C con l'ambiente esterno, riflettendo la radiazione solare direttamente nello spazio. È pensato per realizzare nuovi tessuti e l'isolamento termico di edifici.